# Lakatnické skály
Lakatnické skály (bulharsky Лакатнишки скали, Lakatniški skali) je chráněná lokalita nacházející se v západním Bulharsku na levém břehu řeky Iskăr v těsné blízkosti obce Gara Lakatnik.

## Popis
Lakatnické skály jsou vápencovo-pískovcový skalní masiv v průlomu řeky Iskăr v pohoří Stara planina. Výška skal dosahuje v některých místech až 200 metrů. Ve skalách se nachází několik krasových jeskyní, z nichž nejznámější je Temnata dupka. Lokalita je velmi oblíbená mezi horolezci.

## Ochrana přírody
Území je chráněno jako přírodní památka s výměrou 83,6 hektaru od roku 1966 a jako chráněná lokalita od roku 1989. Celá oblast je také součástí Přírodního parku Vračanský Balkán.

## Galerie

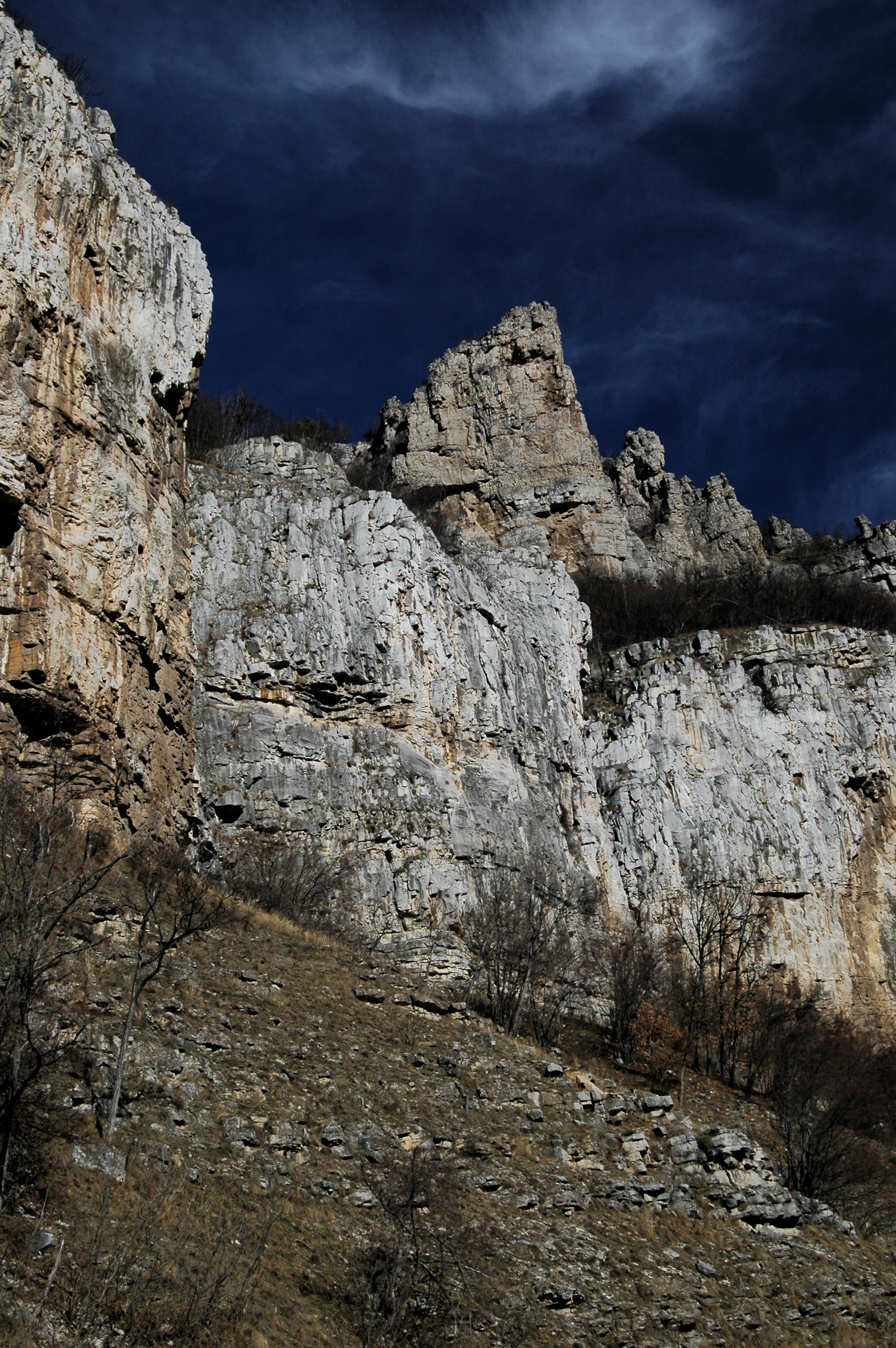
Pohled z průlomu řeky Iskăr
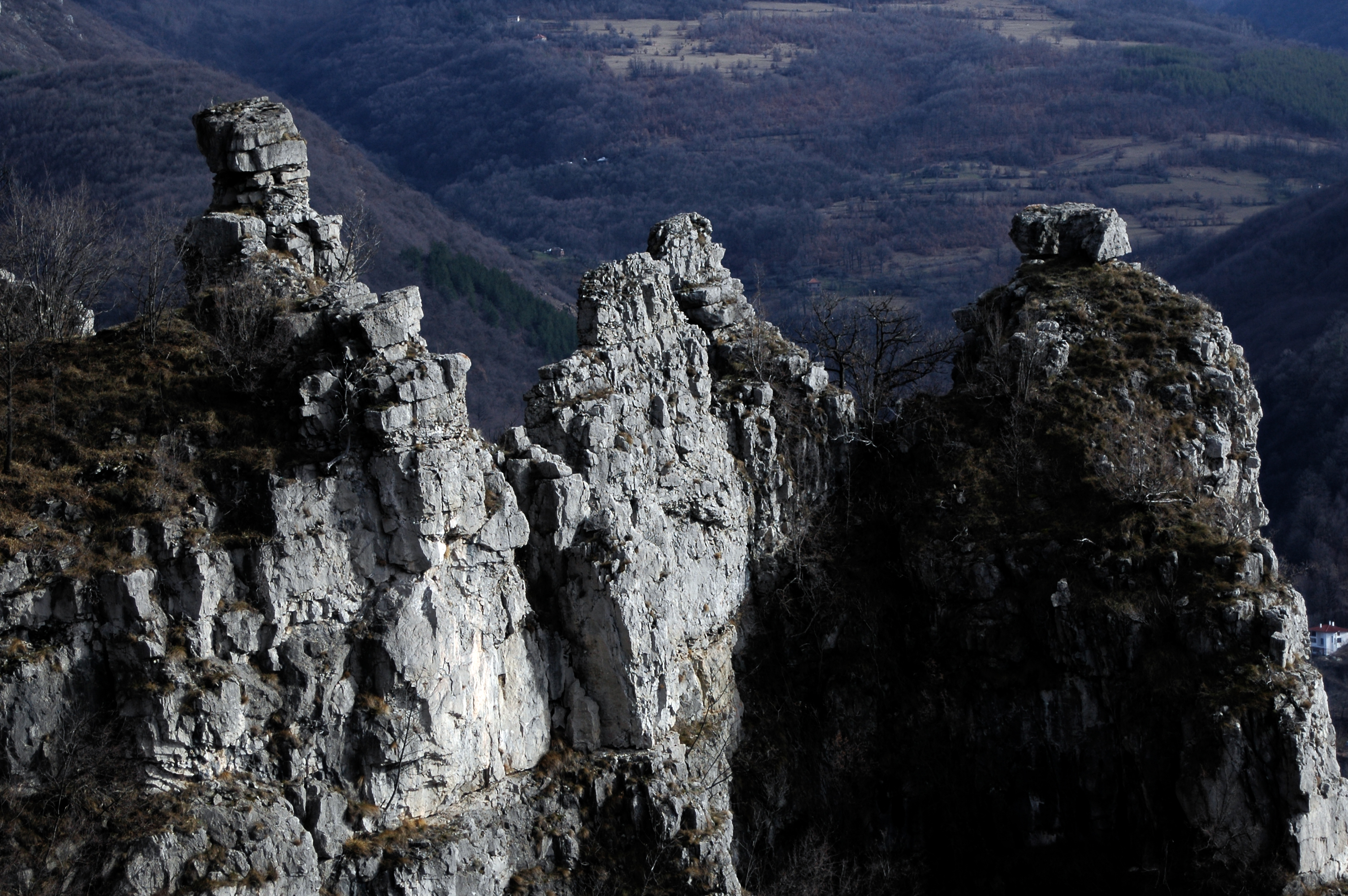
Lakatnické skály - detail